# ويليام هيرد كيلباتريك
ويليام هيرد كيلباتريك (بالإنجليزية: William Heard Kilpatrick) هو تربوي وفيلسوف أمريكي، ولد في 20 نوفمبر 1871 في وايت بلينز في الولايات المتحدة، وتوفي في 13 فبراير 1965 في نيويورك في الولايات المتحدة.